# Портрет Петра Калнишевського
Портрет «Петро Іванович Калнишевський» роботи Федора Савовича Панко був створений у 1990 році. Написаний на дереві під лаком у стилі петриківського розпису.

## Історія створення
Створення портрета останнього кошового отамана Війська Запорізького Петра Калнишевського тісно пов'язане зі створенням селища Петриківка, адже саме він 1772 року у листі до митрополита Київського просить дозволу перенести сюди Свято-Георгіївську церкву з сусіднього села, що постійно страждало від повеней, на що отримав схвальну відповідь. Відтоді Калнишевського тут особливо шанували, адже таким чином село було вільне від кріпацтва. Коли Федір Савович навчався у п'ятому класі, один з однокласників приніс до школи дерев'яну гравюрку «Петро Калниш», яка дуже зацікавила митця. Через 52 роки він, по дитячій пам’яті, відтворив той портрет у власній картині, віддаючи тим самим шану засновнику Петриківки.

## Композиція
Петро Калнишевський зображений на картині у повен зріст. Панко наповнює задній план картини багатьма символами: могутній дуб, рясно вкритий жолудями — символ життя кошового отамана (як свідчать давні вірування, у кожного є своє дерево життя — згідно з вдачею його і долею). Козаки на конях і собор у стилі козацького бароко — символ стійкості у вірі й незрадливості своїм переконанням.
Насичені, але в міру яскраві барви на картині дуже нагадують старовинні ікони чи парсуни. І кошовий, як на тих іконах чи парсунах, — образ і реальний і фольклорний водночас.